# یواس‌اس کانستوگا (۱۸۶۱)
یواس‌اس کانستوگا (۱۸۶۱) (به انگلیسی: USS Conestoga (1861)) یک کشتی بود.